# Baron Beaumont
Baronowie Beaumont 1. kreacji (parostwo Anglii)
- 1309–1340: Henry de Beaumont, 1. baron Beaumont
- 1340–1342: John Beaumont, 2. baron Beaumont
- 1342–1369: Henry Beaumont, 3. baron Beaumont
- 1369–1396: John Beaumont, 4. baron Beaumont
- 1396–1413: Henry Beaumont, 5. baron Beaumont
- 1413–1460: John Beaumont, 6. baron Beaumont

Wicehrabiowie Beaumont 1. kreacji (parostwo Anglii)
- 1432–1460: John Beaumont, 1. wicehrabia Beaumont i 6. baron Beaumont
- 1460–1507: William Beaumont, 2. wicehrabia Beaumont i 7. baron Beaumont

Baronowie Beaumont 1. kreacji
- 1840–1854: Miles Thomas Stapleton, 8. baron Beaumont
- 1854–1892: Henry Stapleton, 9. baron Beaumont
- 1892–1895: Miles Stapleton, 10. baron Beaumont
- 1895–1971: Mona Josephine Tempest Fitzalan-Howard, 11. baronowa Beaumont
- 1971–2002: Miles Francis Stapleton-Fitzalan-Howard, 17. książę Nofolk i 12. baron Beaumont
- następni baronowie, patrz: książę Norfolk